# Sigmatisme
Sigmatisme is een term die gebruikt wordt in de logopedie wanneer men de letter "s" niet juist kan uitspreken. Logopedisten rekenen sigmatisme tot de fonetische articulatiestoornissen en beschouwen het als een spraakgebrek.
Gammacisme (uitspraakfouten bij de "g"), kappacisme (uitspraakfouten bij de "k"), Lambdacisme (uitspraakfouten bij de "l") en Rotacisme (uitspraakfouten bij de "r") zijn andere vormen van fonetische articulatiestoornissen.